# حجر النوبة الرملي

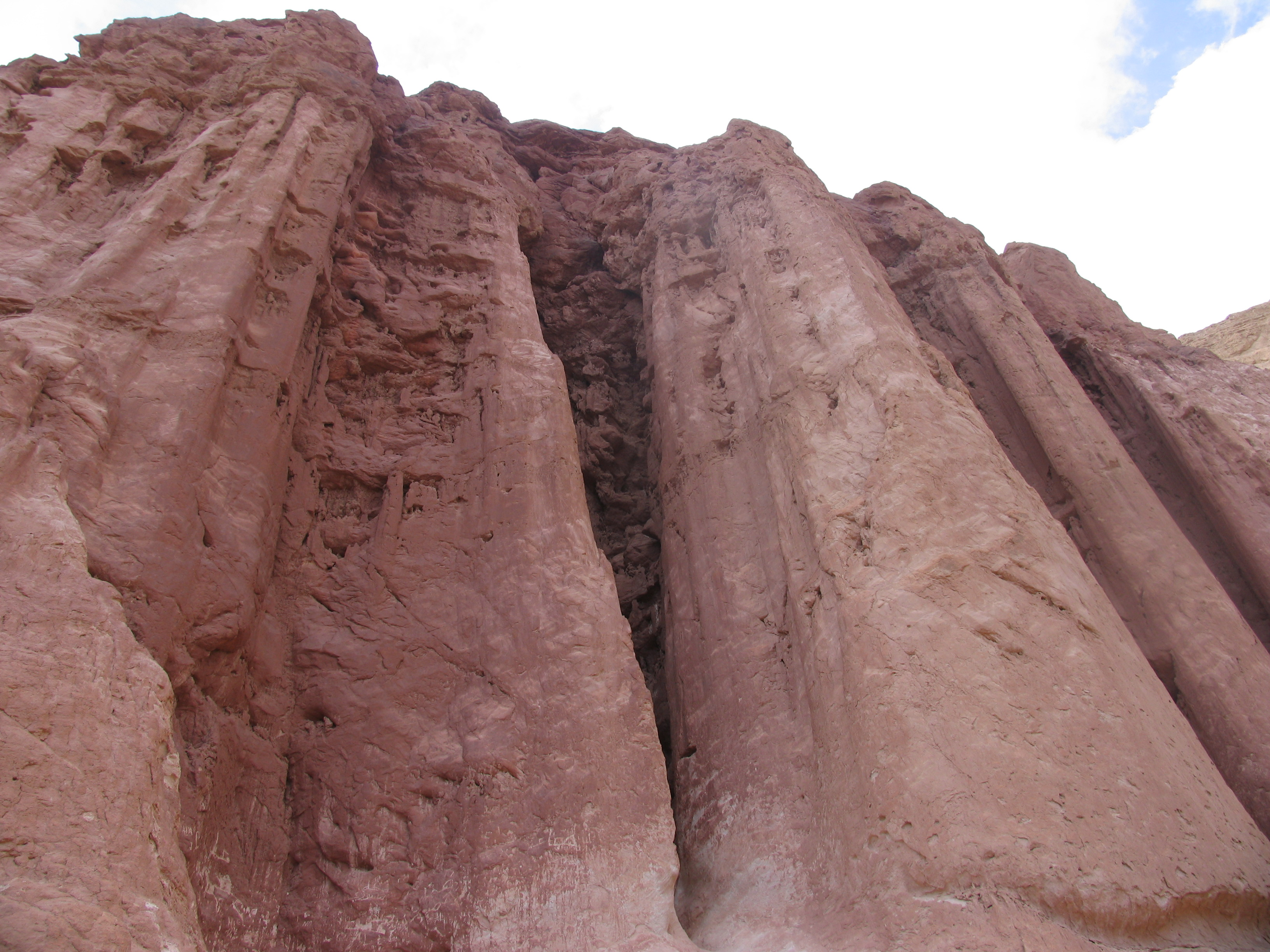
حجر النوبة الرملي في تكوينات عواميد امرام في إيلات

حجر النوبة الرملي هي رواسب منتظمة من الحجر الرملي البني، تغطي مساحات شاسعة من صحاري شرق أفريقيا. ويوجد في مصر في الأجزاء الجنوبية من صحاريها وبلاد النوبة، وتمتد جنوبًا حتى أواسط السودان. كما يوجد في أواسط شبه جزيرة سيناء. ترسب خلال أزمنة مختلفة في حقبتي الحياة القديمة والحياة الوسطى. وفي مصر تقتصر التسمية على طبقات الحجر الرملي التي ترسبت خلال التقدم البطئ للبحر، خلال الزمن الطباشيري المتأخر، تجاه الجنوب. ترجع أهمية الحجر النوبي الرملي الاقتصادية إلى احتوائه على صخر الكوارتزيت، وطبقات من الطين الأسواني المستخدم في صناعة الخزف، كما يحوي رواسب خام الحديد الموجود في أسوان. تعتبر طبقاته الرملية المسامية من أهم الطبقات الحامية للماء الأرضي في صحاري مصر والسودان.